# رينهارت دوزي

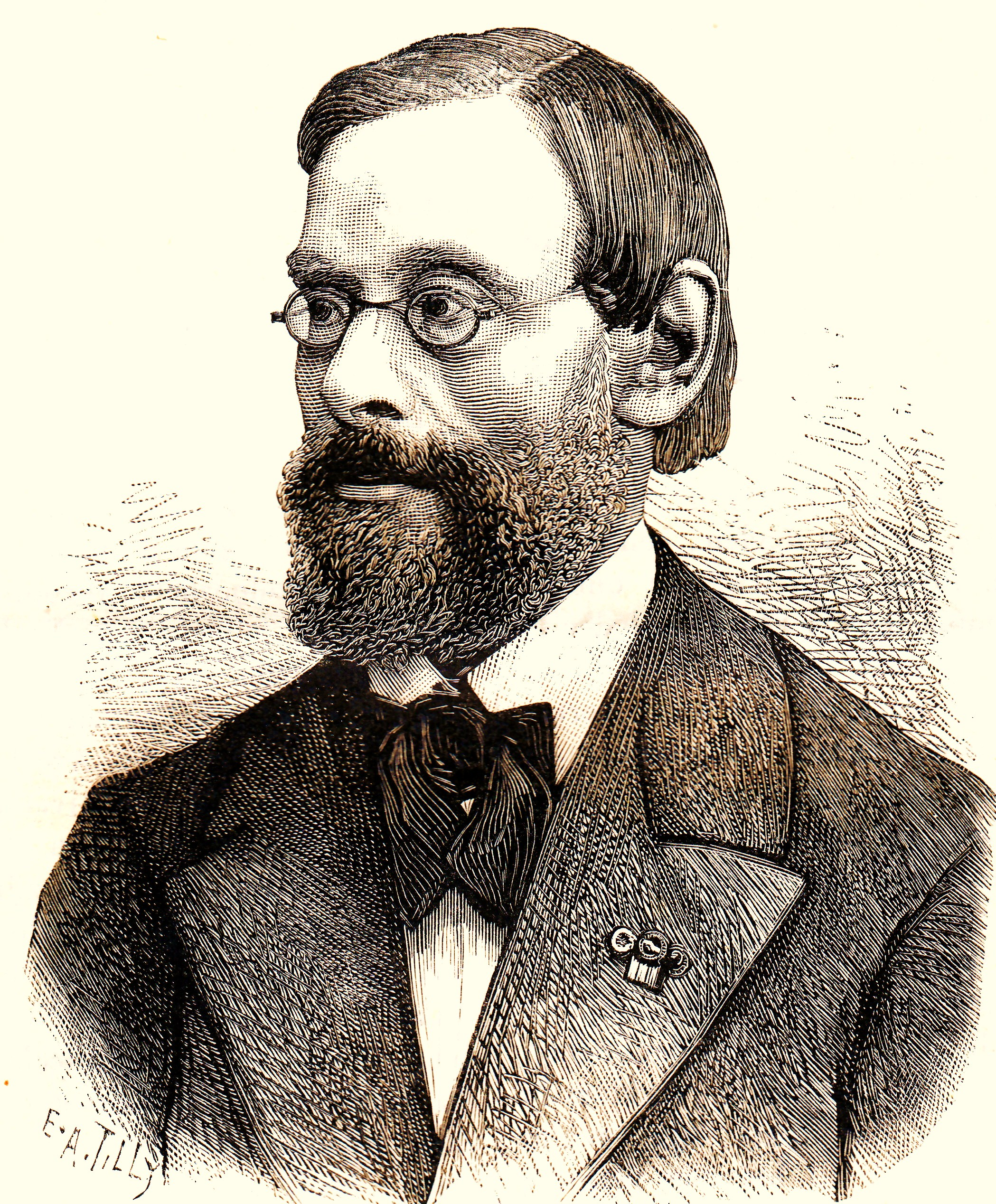
رينهارت دوزي Reinhart Pieter Anne Dozy

'رَيِنْهَارْت دُوزِي' ـ (بالهولندية: Reinhart Dozy) (ولد في ليدن، هولندا، 21 فبراير 1820 ـ وتوفي في الإسكندرية، مصر، 29 أبريل 1883) مستشرق هولندي وأستاذ العربية في جامعة لَيْدَن، ينتمي إلى أصول فرنسية من الهوغونوتيين، اشتهر بدراسة تاريخ شمال أفريقيا والأندلس. له مؤلفات عدة، أشهرها تكملة المعاجم العربية.

## روابط خارجية
- رينهارت دوزي على موقع الموسوعة البريطانية (الإنجليزية)